# Adroaldo Tourinho Junqueira Aires
Adroaldo Tourinho Junqueira Aires (Salvador, 1895 — Rio de Janeiro, 1972) foi um político brasileiro.
Foi ministro da Justiça e Negócios Interiores no Governo Eurico Dutra, de 29 de junho a 4 de agosto de 1950.